# Marc André Raffalovich
Marc-André Raffalovich ou Mark André Raffalovich (Paris, 1864 - 1934) est un journaliste, essayiste et poète de langue française, surtout connu pour ses études sur l'homosexualité.

## Biographie
Raffalovich naquit dans le 8e arrondissement de Paris le 11 septembre 1864 d'une riche famille de banquiers juifs d'Odessa qui avaient fui la Russie tsariste en 1863. Il est le fils d'Hermann et Marie Raffalovich et le frère de Sophie Raffalovich (en), épouse de l'homme politique irlandais William O'Brien, et de Arthur Raffalovitch, économiste et diplomate russe qui a joué un rôle central dans l'affaire Arthur Raffalovitch, scandale médiatico-financier des emprunts russes à la fin du XIXe siècle et au début du XXe siècle. Son cousin germain, Emmanuel Chaptal, fut quant à lui évêque auxiliaire de Paris.
Cosmopolite, poète et essayiste, suffisamment aisé pour ne pas avoir à travailler, il se partageait entre les cercles intellectuels de Paris et Londres.
En 1882, il partit pour l'Angleterre pour étudier à Oxford, mais il finit par s'installer à Londres. Il y ouvre en 1890 un salon que fréquentèrent des personnalités importantes, parmi lesquelles Oscar Wilde, avec qui il entretint un rapport d'amour-haine. Wilde résumait ainsi son séjour : « Pauvre Marc, il était venu à Londres ouvrir un salon et tout ce qu'il a réussi à faire c'est ouvrir un saloon ». C'est dans ce lieu que Raffalovich rencontra l'homme qui devint l'amour et le compagnon de sa vie, John Gray (en), personnage type du Londres mondain de l'époque, dont se serait inspiré Wilde lui-même pour son roman Le Portrait de Dorian Gray. 

### Publications sur l'homosexualité
En 1894, Raffalovich commença à contribuer par ses essais et recensions sur le thème de homosexualité (qu'il préférait appeler « unisexualité ») aux Archives de l'anthropologie criminelle, prestigieuse revue dirigée par Alexandre Lacassagne à Lyon. En peu de temps, Raffalovich acquit une réputation d'expert sur le sujet, et certains des chercheurs européens les plus importants correspondirent ou polémiquèrent avec lui. Il collabore également au magazine The Artist entre 1888 et 1894, sous la direction de Charles Kains Jackson (en),.
Son œuvre majeure sur le sujet fut publiée en 1896 : il s'agit d’Uranisme et unisexualité : étude sur différentes manifestations de l'instinct sexuel, qui s'étend sur plus de trois cents pages.
En 1897, toujours au sein des Annales de Lacassagne, il commença à publier les Annales de l'unisexualité, puis les Chroniques de l'unisexualité, avec le projet de synthétiser tout ce qui avait été imprimé sur l'homosexualité. Sa tentative ne réussit qu'en partie, puisqu'il ne parvint pas à analyser entre 1907 et 1909 toute la masse incroyable de matériels qu'il avait réussi à recueillir. Ces rubriques restent encore aujourd'hui une documentation de valeur sociologique.

### La conversion au catholicisme
En 1896, sous l'influence de John Gray, Raffalovich se convertit au catholicisme : à partir de ce moment-là, les parcours personnels des deux hommes suivirent un même chemin. Raffalovich finit par entrer dans le tiers ordre dominicain sous le nom de « Sébastien », pendant que Gray devenait prêtre, grâce notamment à la participation financière de Raffalovich puisqu'il paya ses études au séminaire.
Quand John Gray fut nommé prêtre à Édimbourg, Raffalovich participa non seulement aux frais de construction de la nouvelle église dont le bien-aimé Gray devait être le curé, mais il habitait à côté de celle-ci pour rester dans son voisinage. Ils restèrent ensemble jusqu'à leur mort, qui survint pour tous deux en 1934, et ils furent enterrés l'un à côté de l'autre.

## Théories

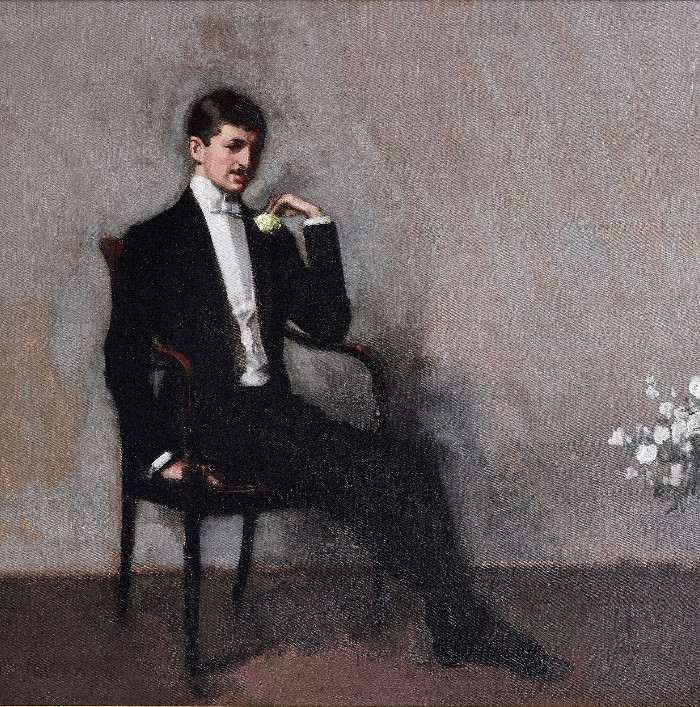
Sydney Starr : Marc André Raffalovich (v. 1889), huile sur toile, loc. inconnue.

D'une manière très « moderne », Raffalovich considère comme dépassé le modèle partagé en son époque (une sorte de concept de troisième sexe) et qu'il considérait l'homosexualité (il emploie les mots uranisme ou unisexualité) comme une simple variante de la sexualité humaine : les homosexuels sont comme les hétérosexuels ; chastes et vertueux, ou débauchés et vicieux. 
Marc-André Raffalovich a en gros repris les idées des sexologues allemands les plus avancés en matière de sexualité, et il s’est surtout distingué par sa défense de ce qu’il appelait les « invertis dégénérés supérieurs ». Cela signifie que sans remettre en question le concept psychiatrique de dégénérescence de Bénédict-Augustin Morel, concept alors en vogue surtout de ce côté du Rhin, il n’a cessé de défendre l’existence d’une « inversion sexuelle sans dégénération ou déséquilibration » donc d’« invertis sexuels normaux ». C’est la principale contribution pour laquelle il est entré dans l’historiographie de l’homosexualité. 
La contrepartie de cette défense d’une homosexualité normale – très neuve à la fin du XIXe siècle –  était l’acceptation implicite d’une homosexualité de dégénérés : celle des efféminés, que Marc-André Raffalovich, comme beaucoup d’auteurs de son temps, méprisait sur le plan moral. « On serait tenté, écrit-il, de les appeler des dégénérés, et ils le sont souvent, mais cette explication ne suffit pas toujours. »
Uranisme et Unisexualité est basé sur un grand nombre d’études psychologiques historiques et d’autobiographies, et l’écrasante majorité des cas concerne « les invertis supérieurs », objet de toute l' attention de Raffalovich, et peut-on dire, de sa « campagne libératrice » en faveur des homosexuels.
Comme Edward-Irenaeus Prime-Stevenson auquel on peut le comparer par sa démarche intellectuelle et sa culture, Raffalovich a cessé de s’exprimer sur un sujet qu’il avait fortement contribué à faire évoluer, ses idées n’ayant plus la même portée.
Après 1910 en particulier, Raffalovich se consacra au mécénat d'artistes, il voyait quotidiennement John Gray, il anima un salon artistique à Édimbourg, et ne revint jamais plus sur le sujet qui l'avait rendu célèbre.

## Œuvre

### Ouvrages
- (en) Cyril and Lionel, and other poems. A volume of sentimental studies, Londres, Kegan Paul, Trench & Co., 1884.
- (en) Tuberose and Meadow-Sweet, poèmes, Londres, David Boque, 1885.
- In Fancy Dress, poésie, Londres, Walter Scott, 1886.
- It is thyself, poésie, Londres, Walter Scott, 1889.
- A Willing Exile. A novel, roman, Londres, F. V. White & Co., 1890.
- The Thread and the Path, poésie, David Nutt, Londres, 1895, p. 106.
- Uranisme et unisexualité : étude sur différentes manifestations de l'instinct sexuel, essai, Lyon & Paris, Storck & Masson, 1896.
- Annales de l'unisexualité, essai, Lyon, A.-H. Storck, 1897.

### Articles
Les textes suivants sont en principe disponibles sur le site des Archives d'anthropologie criminelle (AAC) sous la forme de fichiers JPEG. 
- « Quelques observations sur l'inversion »(Archive.org • Wikiwix • Archive.is • Google • Que faire ?), AAC no 50, IX, 1894, p. 216–218.
- « L'éducation des invertis »(Archive.org • Wikiwix • Archive.is • Google • Que faire ?), AAC no 54, IX, 1894, p. 738–740.
- « L'uranisme. Inversion sexuelle congenitale. Observations at conseils »(Archive.org • Wikiwix • Archive.is • Google • Que faire ?), AAC, X, 1895, p. 99–127.
- « John Addington Symonds »(Archive.org • Wikiwix • Archive.is • Google • Que faire ?), AAC, X, 1895, p. 241–244.
- « L'inversion sexuelle »(Archive.org • Wikiwix • Archive.is • Google • Que faire ?), AAC, X, 1895, p. 325–332.
- « À propos du Roman d'un inverti et de quelques travaux récents sur l'inversion sexuelle »(Archive.org • Wikiwix • Archive.is • Google • Que faire ?), AAC, X, 1895, p. 333–336.
- « L'affaire Oscar Wilde »(Archive.org • Wikiwix • Archive.is • Google • Que faire ?), AAC, X, 1895, p. 445–477.
- « Homosexualité et hétérosexualité, trois confessions »(Archive.org • Wikiwix • Archive.is • Google • Que faire ?), AAC, X, 1895, p. 748–758.
- « Unisexualité anglaise »(Archive.org • Wikiwix • Archive.is • Google • Que faire ?), AAC, XI, 1896, p. 429–431.
- Annales de l'unisexualité, AAC, XII, 1897, p. 87–102 et 185-224. ([PDF]).
- « L'affaire du prince de Bragance »(Archive.org • Wikiwix • Archive.is • Google • Que faire ?), AAC, XVIII, 1903, p. 159–161.
- « À propos de l'affaire Shakespeare-Bacon »(Archive.org • Wikiwix • Archive.is • Google • Que faire ?), AAC, XVIII, 1903, p. 662–665.
- « Les groupes uranistes à Paris et à Berlin »(Archive.org • Wikiwix • Archive.is • Google • Que faire ?), AAC no 132, XIX, 1904, p. 926–936.
- « À propos du syndacat des uranistes »(Archive.org • Wikiwix • Archive.is • Google • Que faire ?), AAC, XX, no 136-137, p. 283–286.
- « Sur Richard Burton »(Archive.org • Wikiwix • Archive.is • Google • Que faire ?), AAC, XXI, 1906, p. 474–479.
- Chroniques de l'unisexualité, AAC, XXII, 1907, p. 606–632 et 767-786. ([PDF]).
- « Des mariages entre hommes »(Archive.org • Wikiwix • Archive.is • Google • Que faire ?), AAC, XXII, 1907, p. 267–268.
- Chronique de l'unisexualité, AAC, XXIV, 1909, p. 353–391.
- L'amour homosexuel, & The origine [sic] and development of the moral ideas, par E. Westermarck (chap. XLIII), AAC, XXV, 1910, p. 291–295 et 295-305.